# Ломая, Александр Борисович
Александр (Каха) Борисович Ломая (груз. ალექსანდრე (კახა) ბორისის ძე ლომაია; род. 23 июля 1964 или 23 июля 1963, Тбилиси) — грузинский дипломат и политик; постоянный представитель Грузии при ООН (2009—2012).
Ранее — секретарь Совета безопасности Грузии (2007—2008); министр образования и науки Грузии (2004—2007); директор грузинского филиала фонда «Открытое общество» Джорджа Сороса (2002—2004).

## Биография

### Ранние годы
Александр Ломая родился 23 июля 1964 года в Тбилиси. Ломая учился в Грузинском политехническом институте на факультете гидротехники и сантехники, окончил его в 1985 году со специальностью инженера-гидростроителя. В 1992 году после обучения в аспирантуре Московского инженерно-строительном института он защитил кандидатскую диссертацию на тему «Исследование динамических характеристик массивных энергетических сооружений», получил степень кандидата технических наук.
Окончив институт, до 1987 года Ломая работал инженером в научно-исследовательском институте «Тбилгидропроект». В 1989—1992 годах он был членом, затем председателем «Собрания грузинских родов» в Москве. В 1991 году Ломая был назначен на пост заместителя полномочного представителя правительства Грузии в Москве, позже стал полномочным представителем и занимал этот пост до 31 декабря 1991 года, когда грузинский президент Звиад Гамсахурдия был свергнут в результате государственного переворота.

### Партийная деятельность
Партийную карьеру Ломая начал в 1989 году, вступив в грузинскую партию «Союз национальной справедливости», которая в 1992 году была преобразована в Христианско-демократический союз (ХДС) и входила в грузинский парламент. С 1993 по 1994 года он был генеральным секретарем ХДС, добился вхождения партии в Христианско-демократический интернационал. В 1995 году Ломая был редактором грузинской газеты «Аргументы», специализировавшейся на международной экономической стратегии. В 1995—2000 годах он занимал пост координатора программы «Гражданское общество и масс-медиа» грузинского отделения фонда «Евразия». На этом посту он контролировал и распределял в виде грантов бюджет размером более 2 миллионов долларов США в Грузии и Азербайджане. В 1998 году Ломая входил в комитет стратегического планирования фонда «Евразия». В 2000 году он стал директором грузинского отделения фонда, в 2001 году под его руководством грузинское отделение смогло стать лучшим отделением фонда по финансовой деятельности и стратегии.
В 2002 году Ломая перешёл на работу в неправительственную организацию «Проект Демократическая коалиция», созданную Джорджем Соросом и его институтом «Открытое общество» (англ. Open Society). В этом проекте Ломая был региональным директором по странам бывшего Советского Союза. В 2003 году он стал исполнительным директором филиала фонда «Открытого общества» в Грузии, где контролировал более 50 целевых программ с бюджетом около 2,5 миллиона долларов.

### Политическая деятельность
Осенью 2003 года Михаил Саакашвили, вместе с Зурабом Жванией и спикером парламента Нино Бурджанадзе, начал «революцию роз», в результате которой президент Эдуард Шеварднадзе был отрешён от власти. 4 января 2004 года на выборах президента Саакашвили подержали 95 процентов избирателей. 14 февраля 2004 года Ломая вошёл в новое правительство Саакашвили в качестве министра образования и науки. Его воспринимали как одного из соросовских ставленников в новом правительстве. Деятельность Александра Ломая на этом посту неоднократно подвергалась критике за его политику, направленную на ассимиляцию национальных меньшинств: нежелание создавать в Самцхе-Джавахети армяно-грузинский университет и дискриминацию азербайджанцев при приёме в грузинские высшие учебные заведения.
В конце 2007 года ходили слухи о том, что Ломая может быть выдвинут Саакашвили на пост нового премьер-министра, однако эту должность получил Ладо Гургенидзе. 19 ноября 2007 года стало известно, что Ломая был назначен на пост секретаря Совета безопасности Грузии.
На посту секретаря совета безопасности Грузии Ломая был одним из ключевых лиц, принимавших решения при разгоне мирной акции протеста в Тбилиси в ноябре 2007 года. В ходе войны в Грузии в августе 2008 года Ломая был одним из основных комментаторов событий от лица правительства Саакашвили. В частности, он сообщил подробности уничтожения в порту Поти грузинских ракетных катеров, потопленных с позволения администрации порта. 13 августа 2008 года он объявил о подаче Грузией иска против России в Международный суд ООН.
Ломая обвинил Россию в разжигании конфликта, заявив, что причиной войны стало желание российского руководства получить контроль над грузинскими трубопроводами и сместить Саакашвили. После того как президент России Дмитрий Медведев признал независимость Абхазии и Южной Осетии, Ломая заявил, что отношения Грузии с Россией «прекращаются надолго, если не навсегда».
В декабре 2008 года Ломая был отправлен в отставку. При этом назначенный незадолго да этого премьер-министром страны Григол Мгалоблишвили заявил, что Ломая в дальнейшем «продолжит свою деятельность в дипломатической службе».

### Деятельность в ООН
15 декабря 2008 года Саакашвили назначил политика на должность постоянного представителя Грузии при ООН. 13 марта 2009 года Ломая вручил верительные грамоты генеральному секретарю ООН Пан Ги Муну. На этом посту в мае 2009 года Ломая, ссылаясь на надёжные источники, обвинил Россию в том, что она шантажировала секретариат ООН своим правом вето во время подготовки доклада по обновлённому мандату миссии организации в Закавказье. Ранее подобные доклады обязательно содержали в названии слова «О ситуации в Абхазии, Грузия». В названии нового доклада указание на принадлежность Абхазии к Грузии отсутствовало — официально он назывался «Доклад генерального секретаря, представляемый в соответствии с резолюциями Совета безопасности 1808, 1839 и 1866». Российская сторона и Пан Ги Мун отвергли все обвинения.
6 июля 2011 года за свою государственную и дипломатическую деятельность Ломая был награждён орденом Победы имени Святого Георгия.
В октябре 2012 года Александр Ломая заявил о своём намерении уйти в отставку с должности постоянного представителя Грузии при ООН.

## Личная жизнь
Ломая женат, имеет двоих детей. Владеет грузинским, русским и английскими языками.